# ساختمان اصلی دانشگاه تارتو

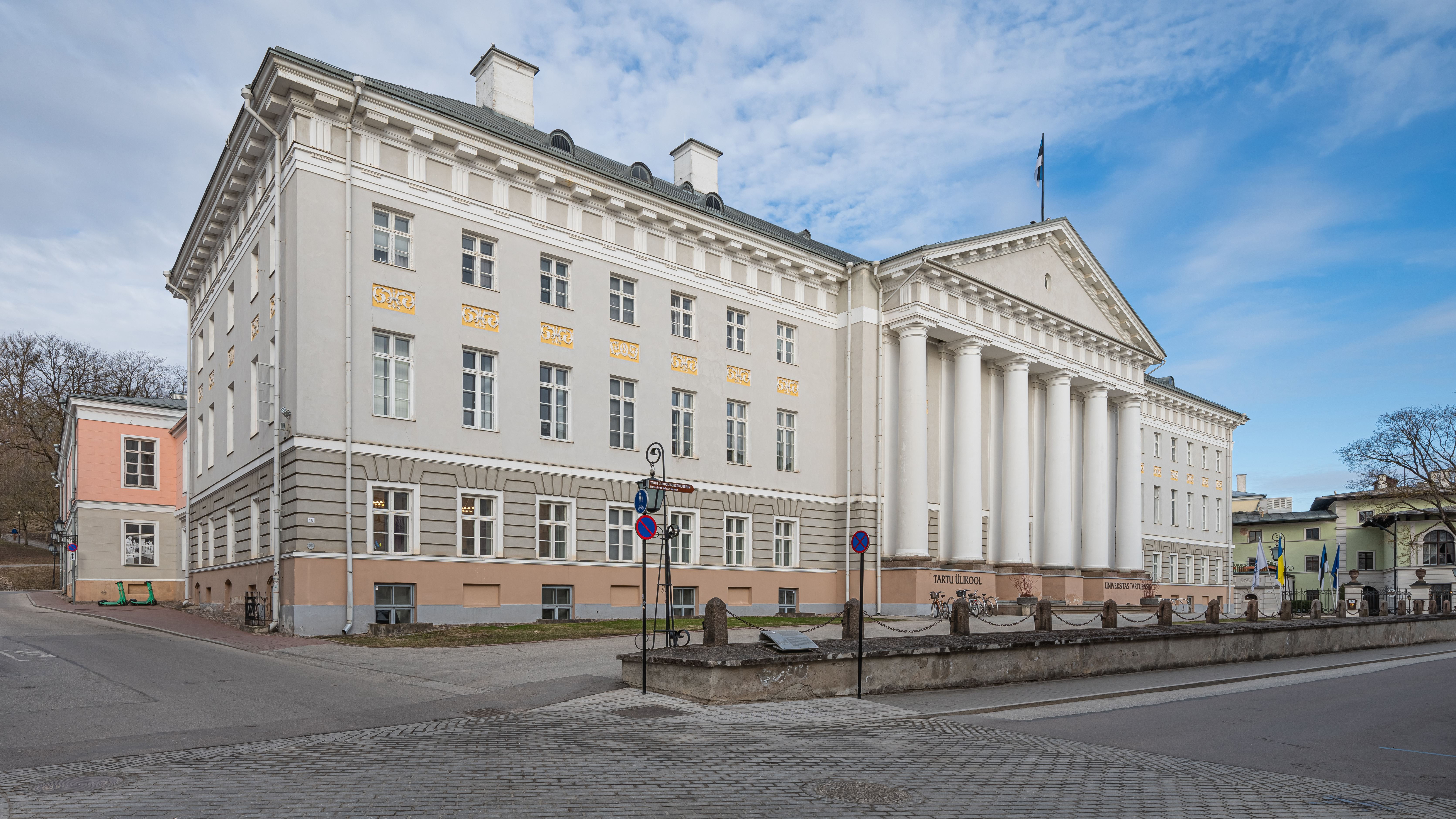
ساختمان اصلی دانشگاه تارتو

ساختمان اصلی دانشگاه تارتو (به انگلیسی: Main building of Tartu University) که در شهر تارتو، استونی قرار دارد مابین‌های ۱۸۰۴ تا ۱۸۰۹ میلادی با معماری کلاسیک ساخته شده‌است طراحی این ساختمان بر عهده یوهان ویلهلم کراوسه بوده.
ساختمان اصلی دانشگاه تارتو بارها مرمت شده‌است، از جمله پس از آتش‌سوزی در سال ۱۹۶۵ و آخرین بار در سال ۲۰۰۷ میلادی.

## نگارخانه

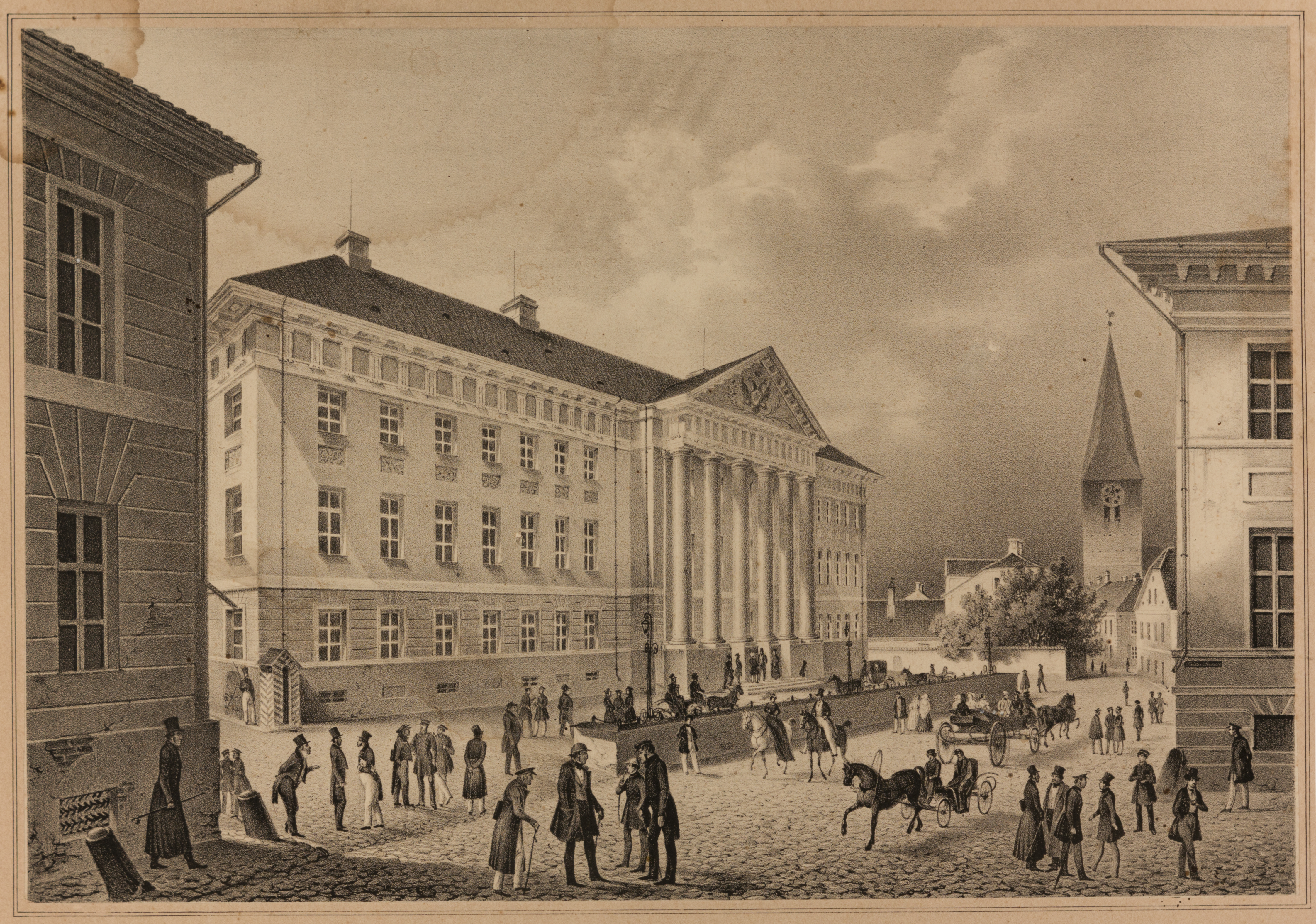
۱۸۴۵
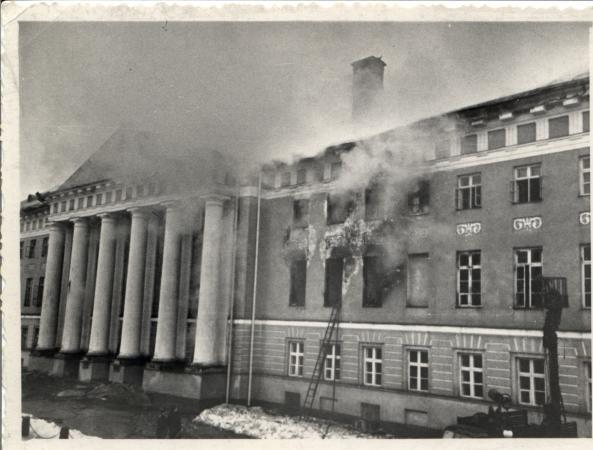
آتش‌سوزی در سال ۱۹۶۵
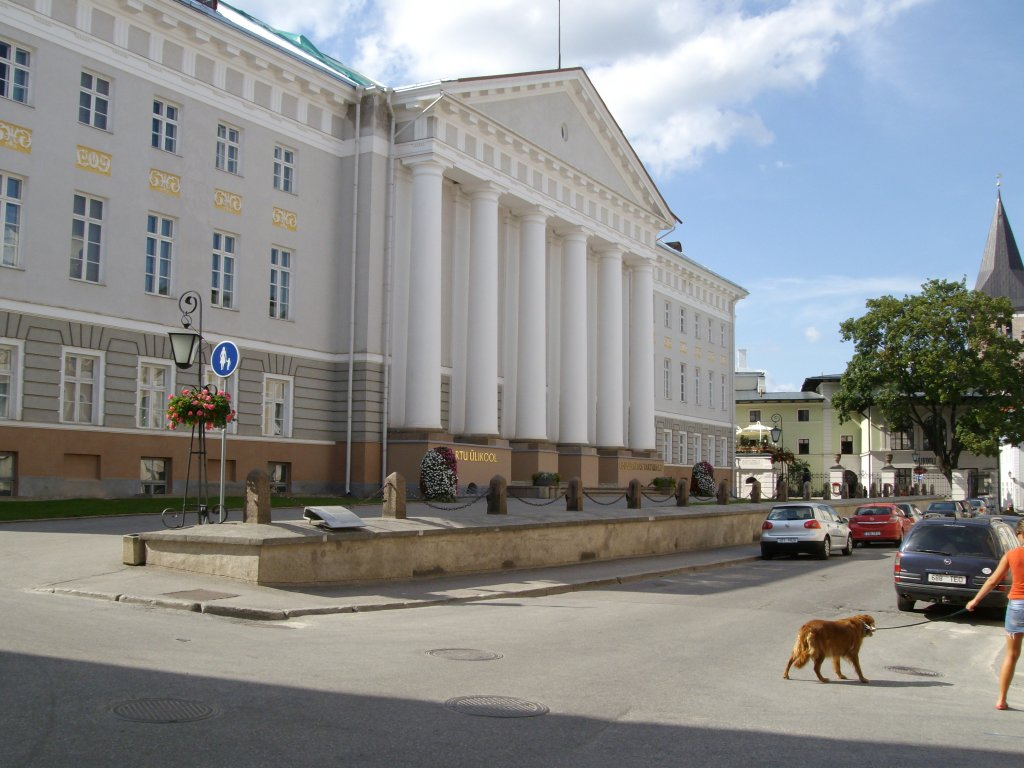
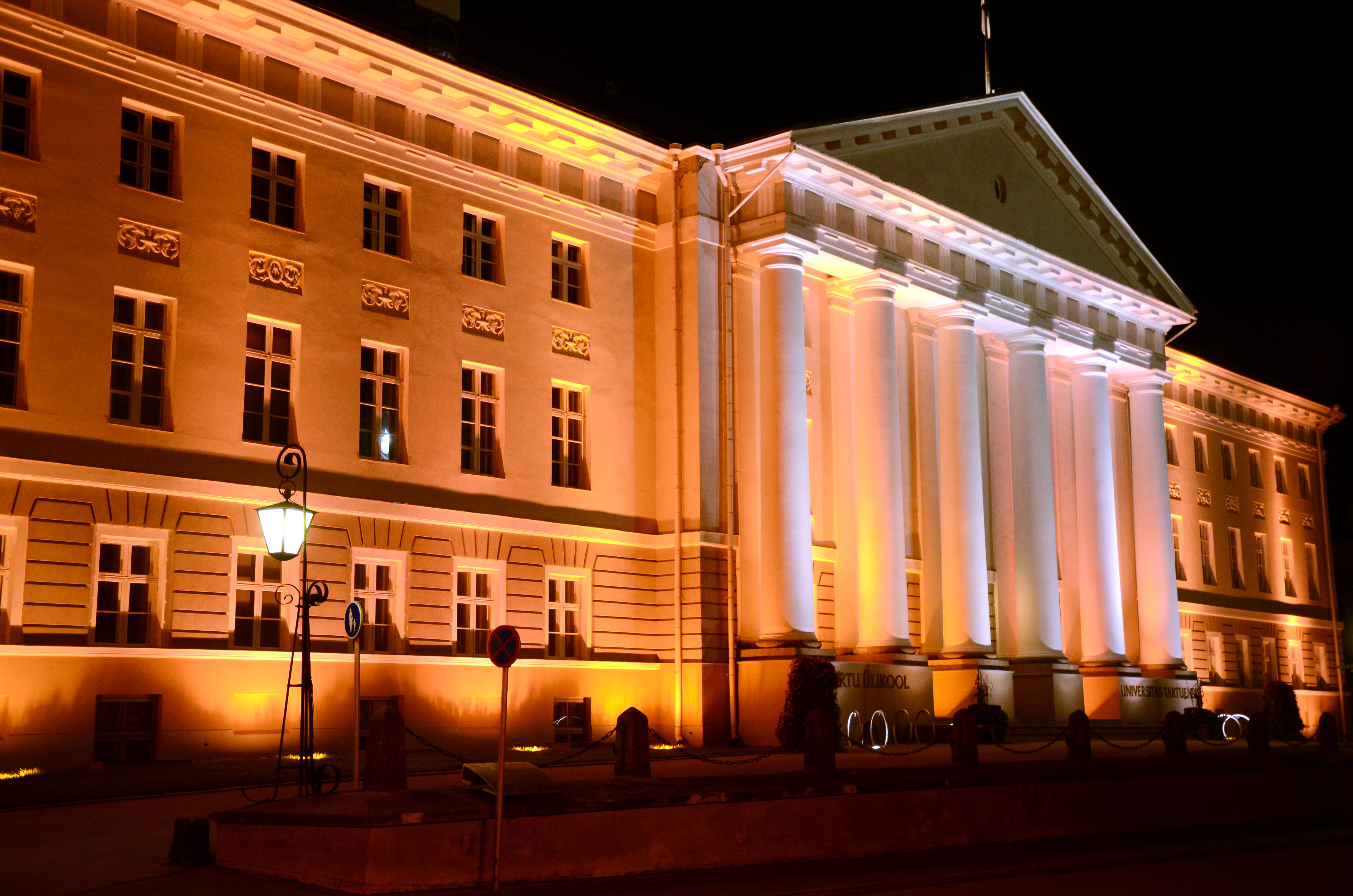
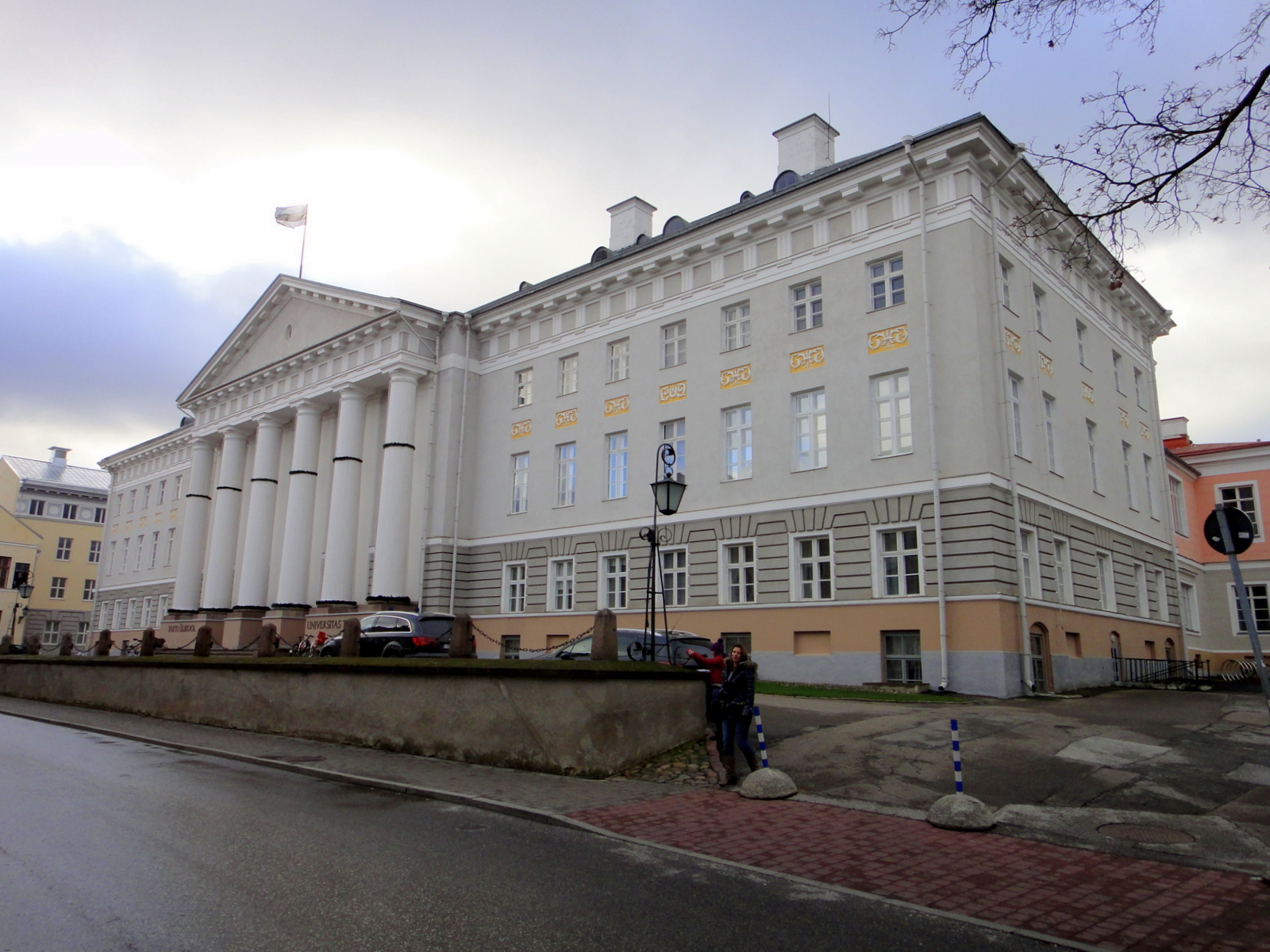
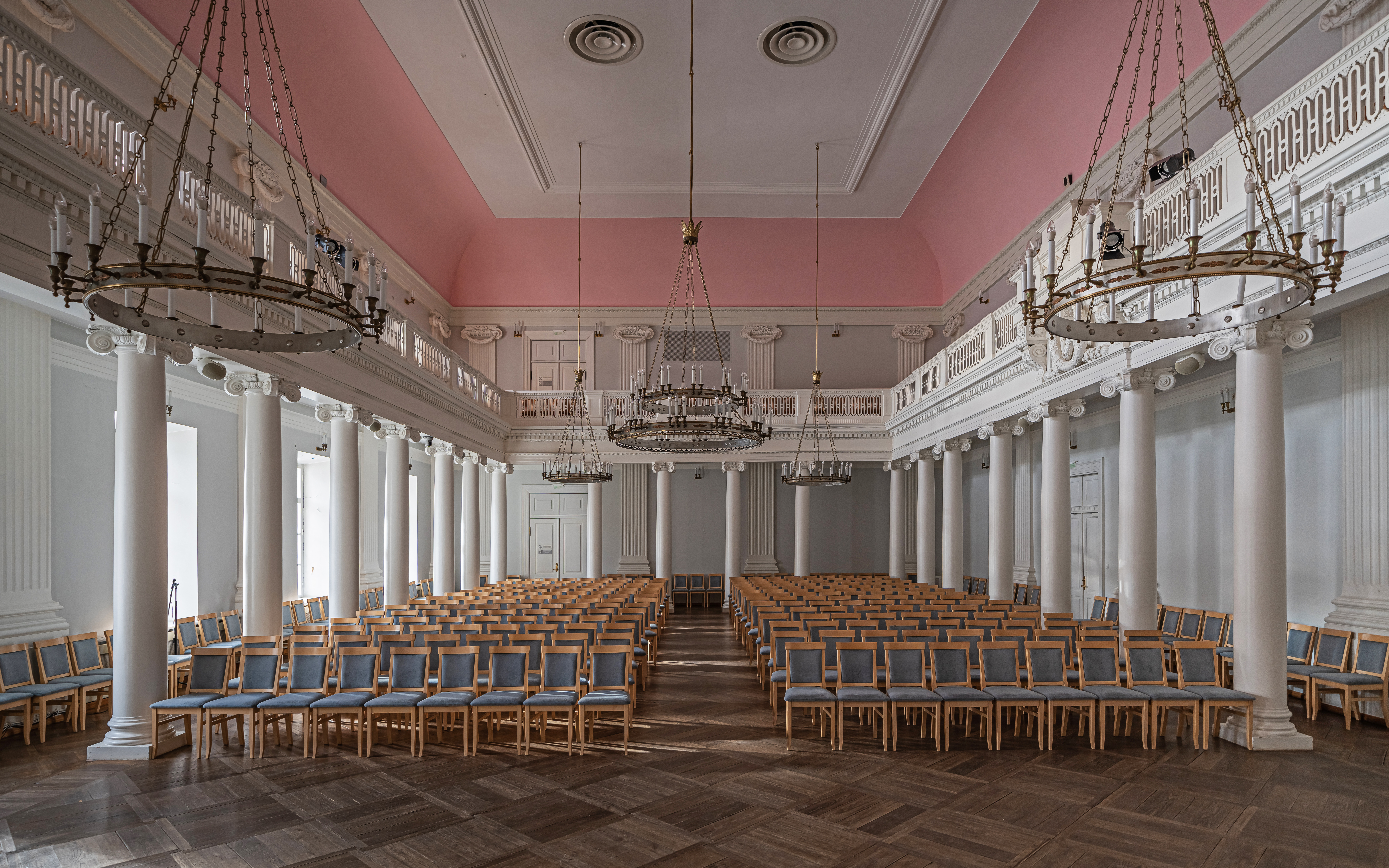
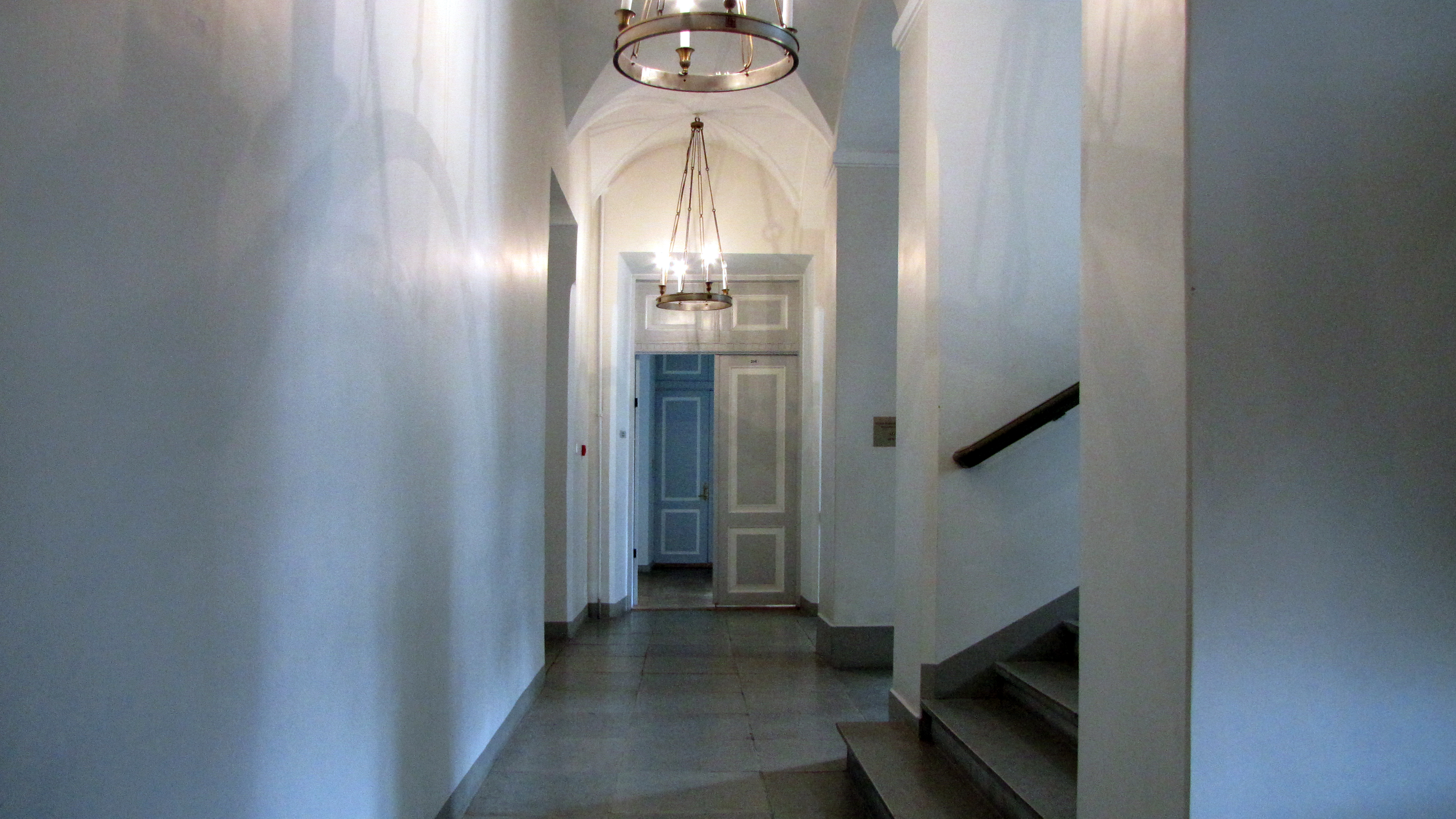
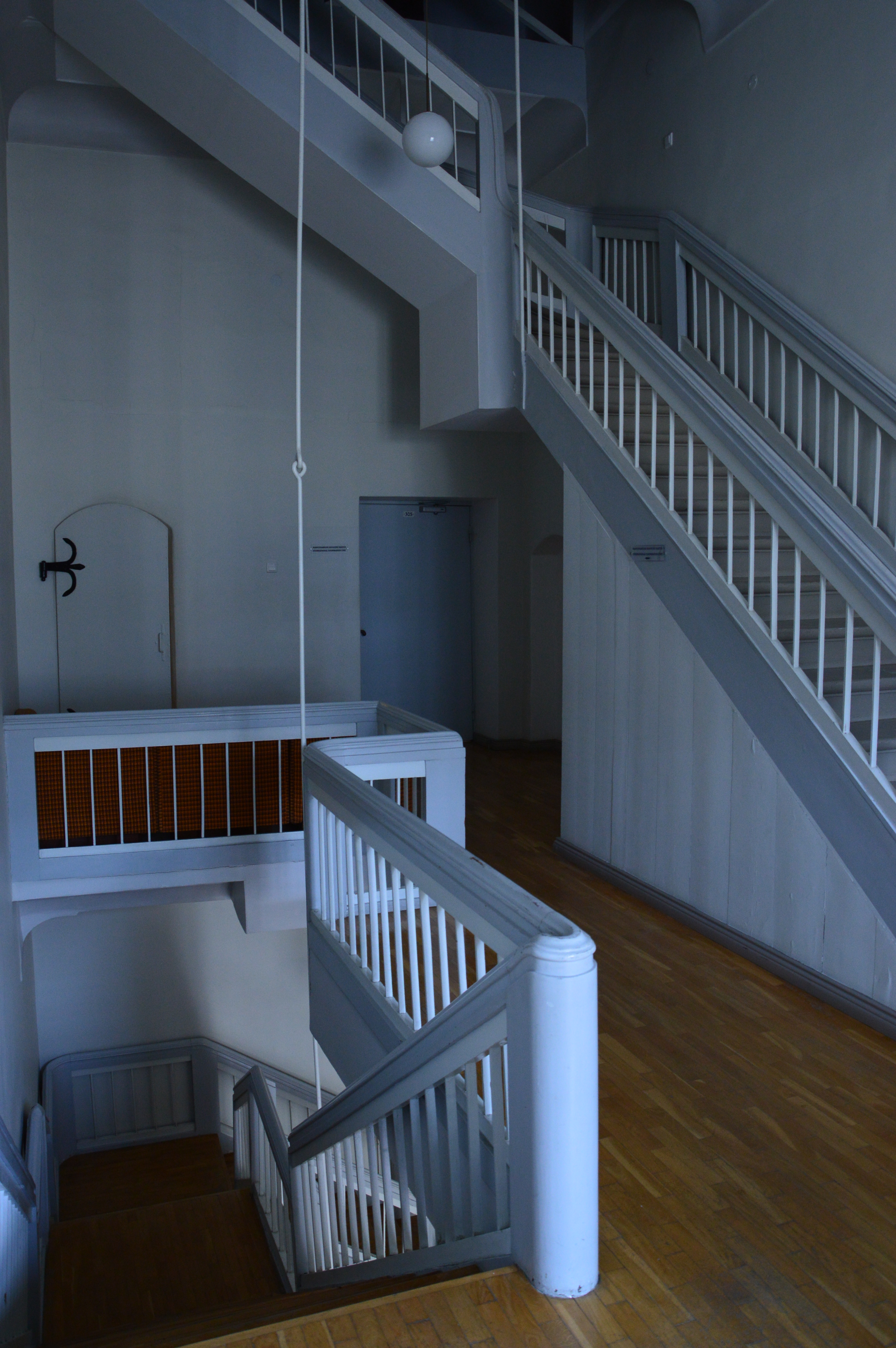